# Nothodixa nitida
Nothodixa nitida är en tvåvingeart som först beskrevs av Edwards 1930.  Nothodixa nitida ingår i släktet Nothodixa och familjen u-myggor. Inga underarter finns listade i Catalogue of Life.